# 森川ジョージ
森川 ジョージ（もりかわ ジョージ、本名：森川 常次、1966年1月17日 - ）は、日本の漫画家。血液型はO型。東京都足立区出身。越谷市立北陽中学校、埼玉県立松伏高等学校卒業。　
講談社専属で少年漫画を執筆。代表作は『はじめの一歩』。2023年現在は日本漫画家協会所属。2023年4月時点で日本漫画家協会常務理事。

## 略歴
1983年、高校在学時に『シルエットナイト』で漫画家デビューを果たす。1989年から『週刊少年マガジン』にて『はじめの一歩』を連載。以降、漫画家歴の大半を同作の執筆に費やしている。
2012年には短期集中連載として22年ぶりの新作『会いにいくよ』（原作・のぶみ）の第1話を『週刊少年マガジン』2012年31号に発表したが、全5話と当初より告知されていたにもかかわらず『はじめの一歩』との同時連載に支障が生じたため休載が続き、完結したのは2014年7号だった。

## 人物
子供時代には母親が家計を助けるためセル画彩色の内職を始めたが、トレス台の作業で目を悪くしたことから少年徳川家康（1975年放送）で使われる彩色を手伝ったことがあるという。
小学校時代にちばてつやの『ハリスの旋風』を読んで、漫画家を志す。ボクシングは大好きであったが、尊敬するちばてつやがボクシング漫画を描いていたので、その分野は避けていたという。
デビュー後に連載した『一矢NOW』と『シグナルブルー』の2作品が相次いで打ち切りに遭う。いずれも編集サイドの意向を汲んで、いわば妥協の形でスタートさせた作品だっただけに、ショックも大きかったという。すでに妻子持ちで生活も苦しい状況となり、「これが駄目なら漫画家をやめよう」と発起し本当に自分の好きな分野の作品としてボクシングを題材とした『はじめの一歩』を執筆する。
ボクシングジム「JB SPORTSボクシングジム」のオーナーでもあり、現在は会長も兼任している。大の釣り好きで、週に一日は趣味に費やす日を確保するという。
同じマガジン連載の『もう、しませんから。』およびその続編『ちょっと盛りました。』では作者の西本英雄をいじめる傍若無人な人物として描かれている。森川は同作品4巻のカバーイラストも描いている。
近年から『マガジン』誌上での巻末コメントは川柳となっている。
埼玉県立戸田翔陽高等学校の校章をデザインした。
麻雀オールスター Japanext CUP 優勝。

## 作品リスト
- インサイド・グラフィティー
- シルエットナイト
- 一矢NOW（全2巻）
- シグナルブルー（全2巻）
- はじめの一歩（週刊少年マガジン、連載中、既刊144巻）
- 会いにいくよ（原作・のぶみ『上を向いて歩こう!』、全1巻）

### その他
- ダイヤのA（第2期第6、7話エンドカード、2015年）
- アルスラーン戦記 風塵乱舞（第5話エンドカード、2016年）
- UQ HOLDER!（第11話エンドカード、2017年）
- リングマガジン（2019年9月号表紙イラスト）[6]
- メイドインアビス 烈日の黄金郷（第2話エンドカード、2022年）

## その他の活動
- 講談社漫画賞・選考委員 - 第30回（2006年）から第34回（2010年）まで
- 日本漫画家協会・常務理事

## 関連番組
- TVチャンピオン「少年マンガ王選手権」（1999年7月1日、テレビ東京） - 仕事場を訪れた選手たちに出題。
- 出没!アド街ック天国「綾瀬」（2003年5月10日、テレビ東京） - 「JB SPORTSボクシングジム」（当時は「JB SPORTS CLUB」）を紹介。

## 関連人物
- しげの秀一　⋯　アシスタントとして師事
- 咲香里　⋯　森川のアシスタント出身
- 高橋和希　⋯　「はじめの一歩」の一つ前の連載作品「シグナルブルー」時にアシスタント経験あり[7]
- 高橋ナオト
- 福島学
- 西本英雄
- 塀内夏子
- つくしあきひと
- 三浦建太郎